# Onthophagus dummal
Onthophagus dummal är en skalbaggsart som beskrevs av Matthews 1972. Onthophagus dummal ingår i släktet Onthophagus och familjen bladhorningar. Inga underarter finns listade i Catalogue of Life.